# Illinci
Illinci (in ucraino Іллінці?; in russo Ильинцы?, Il'incy; in polacco Ilińce) è una città ucraina (11 095 abitanti), nel distretto di Vinnycja, nell'oblast' di Vinnycja. Ospita l'amministrazione della comunità territoriale di Illinci, una delle comunità territoriali dell'Ucraina.
Fino al 18 luglio 2020 Illinci fungeva da centro amministrativo del distretto di Illinci. Come parte della riforma amministrativa che ha ridotto a sei il numero dei distretti dell'oblast' di Vinnycja, il distretto di Illinci venne fuso nel distretto di Vinnycja.